# Анђелко Марушић
Анђелко Марушић (Омиш, 11. јануар 1911 — Загреб, 5. октобар 1981) био је југословенски фудбалер.

## Биографија
Рођен је 11. јануара 1911. године у Омишу. Почео је да игра у локалном клубу СК Комита из Омиша, који је у то време био „филијала“ Хајдука. Прву јавну утакмицу одиграо је 1926. у Сплиту као 15-годишњак, а дрес „Мајстора с мора“ обукао је у јесен 1929. године. До почетка Другог светског рата одиграо је 394 утакмице и постигао 15 голова за Хајдук. Играо је на месту крилног халфа и био је беспоштедни борац на терену.
За репрезентацију Југославије одиграо је 16 утакмица. Дебитовао је 16. новембра 1930. у сусрету против Бугарске у Софији за Балкански куп, од дреса с националним грбом опростио се 1. јануара 1935. против Румуније у Атини, кад је Југославија по други пут освојила Балкански куп. Најбољу партију за репрезентацију пружио је 1931. у Београду у мечу против Чехословачке (2:1).
Као партизански борац Првог мосорског одреда од 1943. године, током борби био је тешко рањен у руку и ногу али је успео да се спасе, прикључио се на ослобођени Вис осталим играчима Хајдука, али више није могао да игра.
Преминуо је 5. октобра 1981. године у Загребу, а сахрањен је на омишком гробљу Врисовац. Њему у част стадион у родном му Омишу носи назив „Анђелко Марушић — Ферата“.

## Наступи за репрезентацију Југославије
| #   | Датум               | Место   | Противник    | Резултат | Гол | Такмичење                                |
| --- | ------------------- | ------- | ------------ | -------- | --- | ---------------------------------------- |
| 1.  | 16. новембар 1930.  | Софија  | Бугарска     | 3:0      | 0   | Балкански куп                            |
| 2.  | 2. август 1931.     | Београд | Чехословачка | 2:1      | 0   | Пријатељска утакмица                     |
| 3.  | 2. октобар 1931.    | Софија  | Турска       | 0:2      | 0   | Балкански куп                            |
| 4.  | 4. октобар 1931.    | Софија  | Бугарска     | 2:3      | 0   | Балкански куп                            |
| 5.  | 25. октобар 1931.   | Познањ  | Пољска       | 3:6      | 0   | Пријатељска утакмица                     |
| 6.  | 29. мај 1932.       | Загреб  | Пољска       | 0:3      | 0   | Пријатељска утакмица                     |
| 7.  | 5. јун 1932.        | Београд | Француска    | 2:1      | 0   | Пријатељска утакмица                     |
| 8.  | 26. јун 1932.       | Београд | Грчка        | 7:1      | 0   | Балкански куп                            |
| 9.  | 30. јун 1932.       | Београд | Бугарска     | 2:3      | 0   | Балкански куп                            |
| 10. | 30. април 1933.     | Београд | Шпанија      | 1:1      | 0   | Пријатељска утакмица                     |
| 11. | 7. мај 1933.        | Цирих   | Швајцарска   | 1:4      | 0   | Пријатељска утакмица                     |
| 12. | 6. август 1933.     | Загреб  | Чехословачка | 2:1      | 0   | Пријатељска утакмица                     |
| 13. | 24. септембар 1933. | Београд | Швајцарска   | 2:2      | 0   | Квалификације за Светско првенство 1934. |
| 14. | 18. март 1934.      | Софија  | Бугарска     | 2:1      | 0   | Пријатељска утакмица                     |
| 15. | 23. децембар 1934.  | Атина   | Грчка        | 1:2      | 0   | Балкански куп                            |
| 16. | 1. јануар 1935.     | Атина   | Румунија     | 4:0      | 0   | Балкански куп                            |

## Приватно
Анђелков син је редитељ и сценариста Јоаким Марушић (1937 — 1985), најпознатији по телевизијској серији Вело мисто.